# Sunset (Luizjana)
Sunset – miasto w Stanach Zjednoczonych, w stanie Luizjana, w parafii St. Landry.